# Jake Canter
Jake Canter (Evergreen, 19 luglio 2003) è uno snowboarder statunitense, specializzato in slopestyle e big air.

## Biografia
Originario di Evergreen e attivo in gare FIS dal dicembre 2016, Jake Canter ha debuttato in Coppa del Mondo l'8 dicembre 2018, giungendo 23º nell'halfpipe a Copper Mountain. Il 15 gennaio 2022 ha ottenuto in slopestyle, a Laax, il suo primo podio nel massimo circuito, chiudendo al terzo posto nella gara vinta dal suo connazionale Sean FitzSimons.
In carriera non ha mai debuttato né Giochi olimpici invernali né ai Campionati mondiali di snowboard.

## Palmarès

### Coppa del Mondo
- Miglior piazzamento in classifica generale freestyle: 36º nel 2021
- Miglior piazzamento nella Coppa del Mondo di big air: 34º nel 2022
- Miglior piazzamento nella Coppa del Mondo di slopestyle: 18° nel 2021
- Miglior piazzamento nella Coppa del Mondo di halfpipe: 47° nel 2019
- 1 podio:
  - 1 terzo posto